# Wang Hongwen
Wang Hongwen, (chiń. 王洪文; pinyin Wáng Hóngwén, [wɑ̌ŋ xʊ̌ŋwə̌n]; ur. 1935, zm. 3 sierpnia 1992) – chiński robotnik i działacz polityczny, członek KPCh i bandy czworga.

## Życiorys
Uczestnik wojny koreańskiej 1950–1953, następnie pracownik fabryki tekstylnej w Szanghaju. Po rozpoczęciu rewolucji kulturalnej w 1966 zwrócił na siebie uwagę wywieszając w fabryce dazibao atakujące dyrekcję zakładu. Dostrzeżony przez inicjatorów rewolucji szybko awansował. W 1967 roku stał na czele sformowanej z hunwejbinów grupy rewolucyjnych buntowników, którzy obalili komitet partyjny w Szanghaju. W latach 1969–1976 członek KC Komunistycznej Partii Chin, w latach 1973–1976 członek Stałego Komitetu Biura Politycznego, wiceprzewodniczący KC oraz Komisji Wojskowej KC KPCh. 
Po śmierci Mao Zedonga aresztowany w październiku 1976 i skazany w procesie bandy czworga w 1981 na dożywocie.